# Theriella
Theriella is een geslacht van spinnen uit de familie springspinnen (Salticidae).

## Soorten
De volgende soorten zijn bij het geslacht ingedeeld:
- Theriella bertoncelloi Braul & Lise, 2003
- Theriella galianoae Braul & Lise, 1996
- Theriella tenuistyla (Galiano, 1970)